# マルティン・ヴァルザー

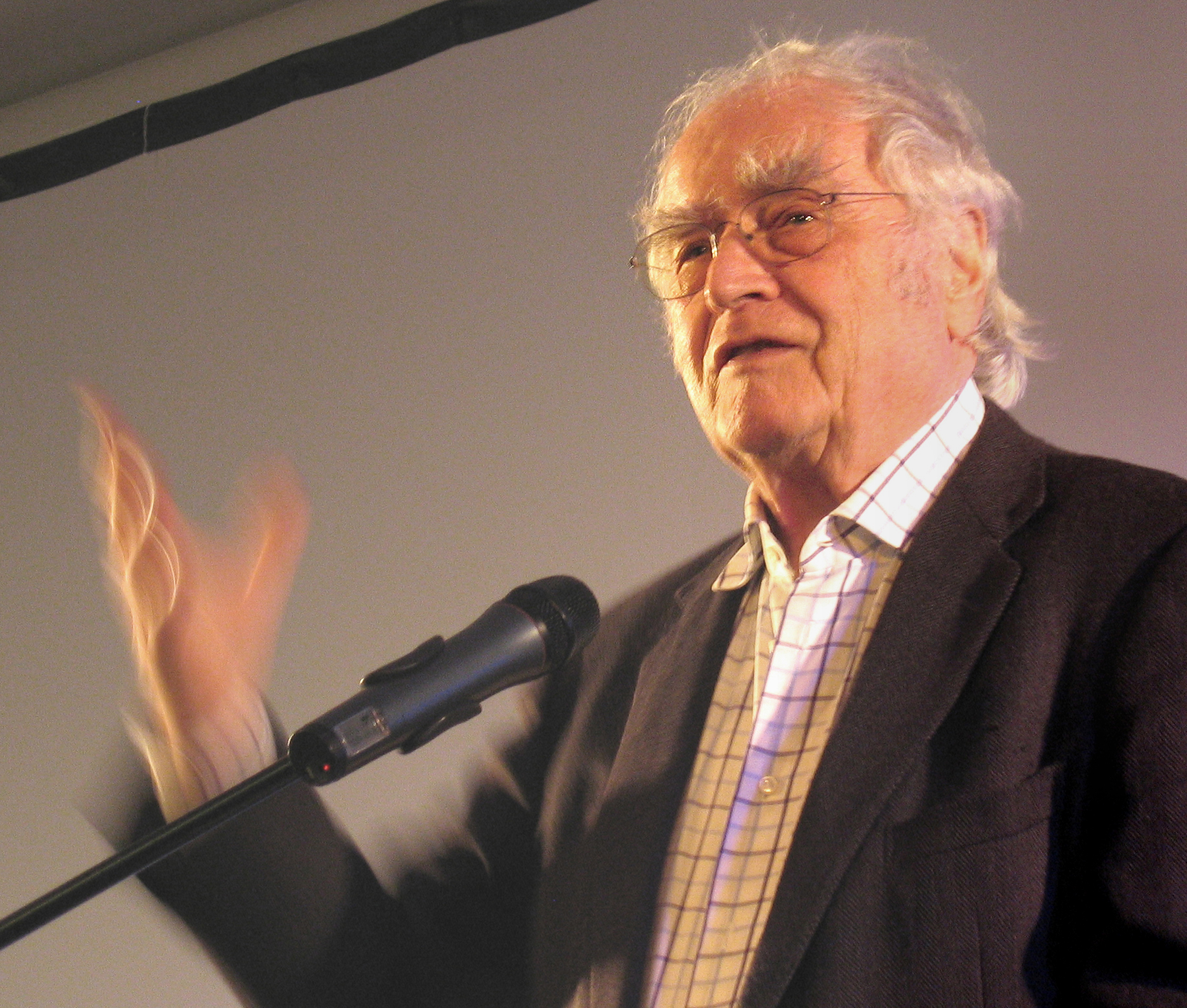
マルティン・ヴァルザー、2008年

マルティン・ヴァルザー（Martin Walser、1927年3月27日 - 2023年7月28日）は、ドイツの小説家、劇作家。

## 経歴
ボーデン湖畔のヴァッサーブルク・アム・ボーデンゼーの石炭商の家に生まれる。リンドーの実科高等学校に学び、次いで徴兵され空軍補助員として活動。国家労働奉仕団を経てドイツ国防軍の兵士として終戦を迎える。その後リンドーのギムナジウムでアビトゥーアを取得し、レーゲンスブルクとテュービンゲンの大学で文芸学、哲学、歴史を学んだ。1951年「ある形式の叙述―フランツ・カフカ詩論」で博士を取得後、シュトゥットガルトのラジオ放送局でリポーターとして活動し、その傍ら放送劇の脚本を執筆。1953年より47年グループに参加し、1955年には短編作品「テンプローネの最後」でグループ賞を受けている。1957年、故郷ボーデン湖畔のフリートリヒスハーフェンに移し作家専業生活に入る（のちヌスドルフに移住）。
当初はカフカの強い影響のもとにあったが、やがて歴史的・社会的な人間関係における個人的な現実を描き出す独自のリアリズムを確立、その作品では主人公の多くがヴァルザー自身のそれに近い社会的環境に置かれており、外面的な筋の発展よりもその内面の葛藤や挫折が重視されている。主な小説に『一角獣』『転落』『逃亡する馬』『砕ける波』など、戯曲に『樫の木とアンゴラ兎』『黒いスワン』『室内の戦い』などがある。ゲオルク・ビューヒナー賞をはじめ多数の賞を受けており、ギュンター・グラス、ジークフリート・レンツなどとならぶ現代ドイツ文学の重鎮である。
1960年代から70年代にかけてヴァルザーはドイツ共産党 (DKP)の熱心な支持者と見なされ、60年代末にはグラスら他の多くの左翼知識人と同様、連邦首相選においてヴィリー・ブラントを支持した。1964年にはフランクフルト・アウシュビッツ裁判を傍聴、またベトナム戦争への反戦活動など政治的言動を活発に行なっているが、80年代以降は右傾化していると見られている。1998年にドイツ書籍協会平和賞を受賞した際の記念講演においては、ナチス・ドイツのユダヤ人大量虐殺の事実については疑う余地はないが、それについてドイツ人は謝罪しすぎたと発言、これをきっかけに在ドイツ・ユダヤ人中央評議会議長イグナーツ・ブービスとの間に論争が起こり（ヴァルザー＝ブービス論争）、ドイツ中の言論界を巻き込んだ騒動となった。
2023年7月28日に死去した。96歳没。

## 日本語訳
- カフカ―ある形式の記述（城山良彦他訳、サンリオ出版、1973年）
- 逃亡する馬 （内藤道雄訳、同学社、1988年）
- 自己意識とイロニー（洲崎恵三訳、法政大学出版局、1998年）
- マリーエンバートの悲歌（八木輝明訳、慶應義塾大学出版会、2012年）